# همه‌گیری ویروس ابولا در آفریقای غربی

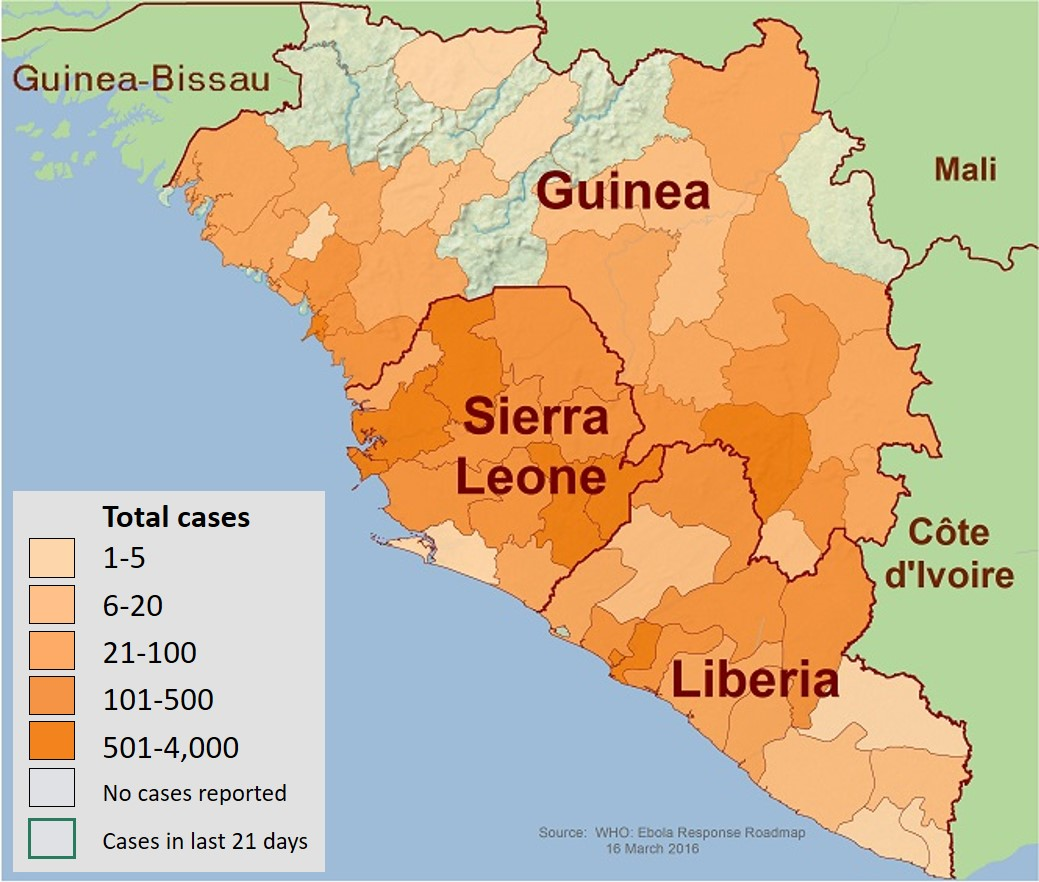
نقشهٔ همه‌گیری بیماری ویروسی ابولا در غرب آفریقا

همه‌گیری بیماری ویروسی ابولا که از شهریور سال ۱۳۹۳ آغاز شد و عامل ایجاد آن ویروس ابولا بود که از سردهٔ ویروس‌های ابولا می‌باشد. این همه‌گیری در گینه و از دی سال ۱۳۹۲ اغاز گشت اما تا فروردین سال ۱۳۹۳ ناشناخته بود و پس از آن در مناطق دیگری نیز پخش شد شامل لیبریا، سیرالئون و نیجریه. سازمان بهداشت جهانی در تاریخ ۲۰ شهریور سال ۱۳۹۳، ۱۹۷۵ مورد مشکوک مبتلا به ابولا و ۱۰۶۹ مرگ حاصل از ابولا را اعلام کرد و این همه‌گیری شدیدترین همه‌گیری بیماری ویروسی ابولا از زمان کشف آن در سال ۱۳۵۵ بوده است و به هنگام این همه‌گیری سازمان بهداشت جهانی وضعیت اضطراری بهداشت عمومی علام نموده که پیش از آن تنها ۲ بار علام گشته بود.